# Victrix Motor Works
Victrix Motor Works war ein britischer Automobilhersteller, der von 1902 bis 1904 in Kendal (Westmorland) ansässig war.
Die Modelle 6 HP und 8 HP hatten Einbaumotoren von De Dion-Bouton. 1903 gab es den 12 HP mit Zweizylindermotor und den 24 HP mit Vierzylindermotor.